# Baptiste Geiler
Baptiste Geiler (né le 12 mars 1987 à Montpellier, Hérault) est un joueur français de volley-ball. Il mesure 1,98 m et joue réceptionneur-attaquant. Il totalise 42 sélections en équipe de France.

## Biographie
Il est le fils de Brigitte Boulay et de Christophe Geiler ex-internationaux de volley-ball et le frère cadet de Loïc Geiler.

## Clubs
| Club                | De   | À        |
| ------------------- | ---- | -------- |
| CNVB                | 2004 | 2007     |
| Montpellier UC      | 2007 | 2009     |
| Arago de Sète       | 2009 | 2013     |
| VfB Friedrichshafen | 2013 | 2016     |
| Callipo Sport       | 2016 | 2017     |
| El Jaish SC         | 2017 | 2017     |
| Stade poitevin      | 2017 | 2018     |
| Chaumont VB 52      | 2018 | 2019     |
| Arago de Sète       | 2020 | 2022     |
| Cambrai Volley      | 2022 | en cours |

## Palmarès

### En sélection nationale
- Championnat d'Europe
  -  : 2009.
- Jeux méditerranéens
  -  : 2013.
- Championnat d'Europe U21
  -  : 2006.
- Championnat d'Europe U19
  -  : 2005.

### En club
- Championnat d'Allemagne (1)
  - Vainqueur : 2015.
  - Finaliste : 2014, 2016.
- Coupe d'Allemagne (2)
  - Vainqueur : 2014, 2015.
- Supercoupe d'Allemagne (1)
  - Vainqueur : 2015.
- Championnat de France
  - Finaliste : 2019.
  - Troisième : 2010, 2011, 2012, 2013.
- Coupe de France
  - Finaliste : 2008, 2019.

### Distinctions individuelles
- 2013 : Championnat de France — Meilleur réceptionneur
- 2014 : Championnat d'Allemagne — Meilleur serveur
- 2015 : Championnat d'Allemagne — Meilleur serveur